# SC Kirjat Gat
Der Sportclub Kirjat Gat (hebräisch מועדון ספורט קריית גת, Moadon Sport Kirjat Gat) ist ein israelischer Sportverein aus Kirjat Gat, der derzeit allein im Frauenfußball aktiv ist. Er ist nicht mit dem ortsansässigen Verein Maccabi Kirjat Gat (gegründet 1961) assoziiert.
Gegründet wurde der Club 2008 als Nachfolgeverein des zwischenzeitlich aufgelösten Beitar Kirjat Gat (gegr. 1970, neugegr. 2016). Das Herrenteam konnte in der Premierensaison die Meisterschaft der fünftklassigen Ligat Gimel Central gewinnen und in die viertklassige Ligat Bet aufsteigen, in der es für drei Spielzeiten bis zur Auflösung 2012 verharrte.
Das Frauenteam besteht seit 2010, stieg 2013 als Zweitligameister in die erste Liga des israelischen Frauenfußballs (Ligat Nashim Rishona) auf und etablierte sich danach in der nationalen Spitze. Nach einem 1:0-Finalsieg gegen den ASA Tel Aviv wurde 2016 der erste nationale Pokalerfolg erreicht. 2017 und 2018 folgten die ersten zwei Meistertitel. Der Gewinn des Double 2018 wurde durch die 2:3-Niederlage im Pokalfinale gegen den FC Ramat haScharon verpasst. Doch schon in den Spielzeiten 20/21 und 2021/22 gewann die Mannschaft wieder alle vier nationalen Titel.

## Erfolge
| Israelische Meisterschaft | (7×): | 2017, 2018, 2021, 2022, 2023, 2024, 2025 |
| Israelischer Pokal        | (3×): | 2016, 2021, 2022                         |

## UEFA Women’s Champions League
| Saison  | Wettbewerb                    | Runde                                          | Gegner              | Ergebnis              |
| ------- | ----------------------------- | ---------------------------------------------- | ------------------- | --------------------- |
| 2017/18 | UEFA Women’s Champions League | Qualifikation - Gruppe 5 in Podgorica          | FK Spartak Subotica | 1:7                   |
| 2017/18 | UEFA Women’s Champions League | Qualifikation - Gruppe 5 in Podgorica          | Avaldsnes IL        | 2:6                   |
| 2017/18 | UEFA Women’s Champions League | Qualifikation - Gruppe 5 in Podgorica          | ŽFK Breznica        | 2:2                   |
| 2018/19 | UEFA Women’s Champions League | Qualifikation - Gruppe 4 in Pljevlja           | FK Spartak Subotica | 0:1                   |
| 2018/19 | UEFA Women’s Champions League | Qualifikation - Gruppe 4 in Pljevlja           | FC Basel            | 0:3                   |
| 2018/19 | UEFA Women’s Champions League | Qualifikation - Gruppe 4 in Pljevlja           | ŽFK Breznica        | 4:4                   |
| 2021/22 | UEFA Women’s Champions League | 1. Runde – Gruppe 4 Halbfinale in Zeneca       | Benfica Lissabon    | 0:4                   |
| 2021/22 | UEFA Women’s Champions League | 1. Runde – Gruppe 4 Spiel um Platz 3 in Zeneca | SFK 2000 Sarajevo   | 2:4 i. E. (1:1 n. V.) |
| 2022/23 | UEFA Women’s Champions League | 1. Runde – Gruppe 6 Halbfinale in Turin        | FC Flora Tallinn    | 5:0                   |
| 2022/23 | UEFA Women’s Champions League | 1. Runde – Gruppe 6 Finale in Turin            | Juventus Turin      | 1:3                   |

Gesamtbilanz: 10 Spiele, 1 Sieg, 3 Unentschieden, 6 Niederlagen, 16:32 Tore (Tordifferenz −16)
|}